# Louisendorf (Frankenau)
Louisendorf ist der nach Einwohnerzahl kleinste Stadtteil von Frankenau im nordhessischen Landkreis Waldeck-Frankenberg. Das Dorf  liegt im Kellerwald am Rand des Nationalparks Kellerwald-Edersee westlich von Frankenau.

## Geschichte

### Ortsgeschichte
Im Jahre 1687 wurde die Wüstung Hammonshausen zur Errichtung einer Kolonie für protestantische Glaubensflüchtlinge (Hugenotten) aus Frankreich ausgewiesen. Im September 1700 ersuchte die Gemeinde den Landgrafen Karl von Hessen-Kassel um eine Umbenennung, da der alte Ortsname für heidnisch gehalten wurde – wohl durch die Assoziation mit dem ägyptischen Gott Ammon. Zunächst wurde dabei an den Namen Sophienberg gedacht. Die neue Siedlung erhielt dann noch im Jahre 1700 den Namen Louisendorf nach der Prinzessin Marie Luise von Hessen-Kassel.
Die Siedlung ist als Straßendorf mit 16 Parzellen angelegt. In der Mitte der Straße lagen die Schule (heute abgerissen und durch ein kleines Feuerwehrhaus ersetzt) und die Kirche einander gegenüber. Da der Dorflehrer eine kleine Landwirtschaft unterhielt, gehörte zur Schule eine Scheune, die erst im beginnenden 18. Jahrhundert errichtet wurde. Im Unterschied zu den ansonsten in nordhessischer Fachwerkbauweise errichteten Gebäuden griff man hier auf eine Feldstein-Bauweise zurück, wie sie im französischen Herkunftsgebiet der Siedler üblich war. Die Scheune wurde ab 2002 renoviert und dient nun als Standesamt.
Die Gemeinde musste anfangs einen mehr als einstündigen Fußweg zum Gottesdienst in der Kapelle des Klosters St. Georgenberg in Frankenberg in Kauf nehmen. Der Landesfürst Karl erteilte auf Bitte der Gemeinde im Jahr Juli 1699 die Genehmigung, in Louisendorf selbst eine Kirche zu errichten. Diese entstand ab 1700 in Eigenleistung der Gemeinde im auf Grund der günstigen Verfügbarkeit von Bauholz ortsüblichen Fachwerkstil und konnte im Oktober 1702 geweiht werden. Etwa 169 Jahre wurde in der Kirche französisch gepredigt, dann fand sich kein französischsprachiger Pfarrer mehr. Seit Juni 1871 wird in der Kirche auf Deutsch gepredigt. 1990 starb der letzte französischsprachige Bewohner des Ortes.
Hessische Gebietsreform (1970–1977)
Am 31. Dezember 1971 wurde die bis dahin selbstständige Gemeinde Louisendorf im Zuge der Gebietsreform in Hessen auf freiwilliger Basis in die Stadt Frankenau eingegliedert. Für Louisendorf wurde, wie für die übrigen Stadtteile von Frankenau, ein Ortsbezirk mit Ortsbeirat und Ortsvorsteher eingerichtet.

### Verwaltungsgeschichte im Überblick
Die folgende Liste zeigt die Staaten und Verwaltungseinheiten, denen Louisendorf angehört(e):
- vor 1567: Heiliges Römisches Reich, Landgrafschaft Hessen-Marburg, Amt Frankenberg
- 1604–1648: Heiliges Römisches Reich, Herrschaft Itter, strittig zwischen Hessen-Kassel und Hessen-Darmstadt (Hessenkrieg)[8]
- ab 1648: Heiliges Römisches Reich, Landgrafschaft Hessen-Kassel, Amt Frankenberg
- ab 1806 Landgrafschaft Hessen-Kassel, Amt Frankenberg
- 1807–1813: Königreich Westphalen, Departement der Werra, Distrikt Marburg, Kanton Frankenau
- ab 1815: Kurfürstentum Hessen, Amt Frankenberg[9]
- ab 1821: Kurfürstentum Hessen, Provinz Oberhessen, Kreis Frankenberg[10][Anm. 2]
- ab 1848: Kurfürstentum Hessen, Bezirk Marburg
- ab 1851: Kurfürstentum Hessen, Provinz Oberhessen, Kreis Frankenberg
- ab 1867: Norddeutscher Bund[Anm. 3], Königreich Preußen, Provinz Hessen-Nassau, Regierungsbezirk Kassel, Kreis Frankenberg
- ab 1871: Deutsches Reich, Königreich Preußen, Provinz Hessen-Nassau, Regierungsbezirk Kassel, Kreis Frankenberg
- ab 1918: Deutsches Reich, Freistaat Preußen, Provinz Hessen-Nassau, Regierungsbezirk Kassel, Kreis Frankenberg
- ab 1944: Deutsches Reich, Freistaat Preußen, Provinz Kurhessen, Landkreis Frankenberg
- ab 1945: Amerikanische Besatzungszone, Groß-Hessen, Regierungsbezirk Kassel, Landkreis Frankenberg
- ab 1946: Amerikanische Besatzungszone, Land Hessen, Regierungsbezirk Kassel, Landkreis Frankenberg
- ab 1949: Bundesrepublik Deutschland, Land Hessen, Regierungsbezirk Kassel, Landkreis Frankenberg
- ab 1972: Bundesrepublik Deutschland, Land Hessen, Regierungsbezirk Kassel, Landkreis Frankenberg, Stadt Frankenau[Anm. 4]
- ab 1974: Bundesrepublik Deutschland, Land Hessen, Regierungsbezirk Kassel, Landkreis Waldeck-Frankenberg, Stadt Frankenau

## Bevölkerung

### Einwohnerstruktur 2011
Nach den Erhebungen des Zensus 2011 lebten am Stichtag dem 9. Mai 2011 in Louisendorf 126 Einwohner. Darunter waren 3 (2,4 %) Ausländer.
Nach dem Lebensalter waren 21 Einwohner unter 18 Jahren, 51 waren zwischen 18 und 49, 30 zwischen 50 und 64 und 24 Einwohner waren älter. Die Einwohner lebten in 66 Haushalten. Davon waren 24 Singlehaushalte, 21 Paare ohne Kinder und 15 Paare mit Kindern, sowie 6 Alleinerziehende und 3 Wohngemeinschaften. In 18 Haushalten lebten ausschließlich Senioren und in 39 Haushaltungen leben keine Senioren.

### Einwohnerentwicklung
| Louisendorf: Einwohnerzahlen von 1834 bis 2019 | Louisendorf: Einwohnerzahlen von 1834 bis 2019 | Louisendorf: Einwohnerzahlen von 1834 bis 2019 | Louisendorf: Einwohnerzahlen von 1834 bis 2019 | Louisendorf: Einwohnerzahlen von 1834 bis 2019 |
| --- | ---------------------------------------------- | ---------------------------------------------- | ---------------------------------------------- | ---------------------------------------------- |
| Jahr |                                                |                                                |                                                | Einwohner                                      |
| 1834 | 1834                                           |                                                | 146                                            | 146                                            |
| 1840 | 1840                                           |                                                | 155                                            | 155                                            |
| 1846 | 1846                                           |                                                | 135                                            | 135                                            |
| 1852 | 1852                                           |                                                | 148                                            | 148                                            |
| 1858 | 1858                                           |                                                | 132                                            | 132                                            |
| 1864 | 1864                                           |                                                | 144                                            | 144                                            |
| 1871 | 1871                                           |                                                | 134                                            | 134                                            |
| 1875 | 1875                                           |                                                | 128                                            | 128                                            |
| 1885 | 1885                                           |                                                | 134                                            | 134                                            |
| 1895 | 1895                                           |                                                | 103                                            | 103                                            |
| 1905 | 1905                                           |                                                | 107                                            | 107                                            |
| 1910 | 1910                                           |                                                | 95                                             | 95                                             |
| 1925 | 1925                                           |                                                | 92                                             | 92                                             |
| 1939 | 1939                                           |                                                | 96                                             | 96                                             |
| 1946 | 1946                                           |                                                | 152                                            | 152                                            |
| 1950 | 1950                                           |                                                | 134                                            | 134                                            |
| 1956 | 1956                                           |                                                | 106                                            | 106                                            |
| 1961 | 1961                                           |                                                | 104                                            | 104                                            |
| 1967 | 1967                                           |                                                | 107                                            | 107                                            |
| 1980 | 1980                                           |                                                | ?                                              | ?                                              |
| 1990 | 1990                                           |                                                | ?                                              | ?                                              |
| 2000 | 2000                                           |                                                | ?                                              | ?                                              |
| 2010 | 2010                                           |                                                | ?                                              | ?                                              |
| 2011 | 2011                                           |                                                | 126                                            | 126                                            |
| 2016 | 2016                                           |                                                | 131                                            | 131                                            |
| 2019 | 2019                                           |                                                | 130                                            | 130                                            |
| Datenquelle: Historisches Gemeindeverzeichnis für Hessen: Die Bevölkerung der Gemeinden 1834 bis 1967. Wiesbaden: Hessisches Statistisches Landesamt, 1968. Weitere Quellen: ; nach 1970: Stadt Frankenau:; Zensus 2011 |                                                |                                                |                                                |                                                |

## Sprache
Bis etwa 1965 wurde in Louisendorf Okzitanisch gesprochen.

## Religion
Historische Religionszugehörigkeit
| • 1885: | 134 evangelische (= 100 %) Einwohner                            |
| • 1961: | 98 evangelische (= 94,23 %), 6 katholische (= 5,77 %) Einwohner |

Heute existiert in Louisendorf weiterhin eine hugenottische Gemeinde.
Louisendorf gehört mit Allendorf zum evangelischen Kirchspiel Ellershausen.

## Gemeindepartnerschaften
Louisendorf unterhält bereits seit 1952 eine seit 1991 offizielle und bis heute sehr rege deutsch-französische Städtepartnerschaft nach Die.